# Lake Buena Vista
Lake Buena Vista – miasto w Stanach Zjednoczonych, w stanie Floryda, w hrabstwie Orange.

## Kostka Rubika
W 2005 r. odbyły się w mieście Mistrzostwa Świata w układaniu Kostki Rubika.